# Affaire Tonglet-Castellano
L'affaire Tonglet-Castellano débute en 1974 avec le viol de deux touristes belges, Anne Tonglet (24 ans) et Aracelli Castellano (19 ans), dans une calanque près de Marseille (France). Trois hommes seront rapidement arrêtés et leur procès en mai 1978 à Aix-en-Provence marquera une étape dans la prise de conscience par la société de la gravité du viol et de ses conséquences pour les victimes.

## Les faits
Le 20 août 1974, Anne Tonglet, professeur de biologie à Bruxelles, et Aracelli Castellano, puéricultrice, s'installent pour camper dans une calanque près de Marseille. Pratiquant le naturisme, ces deux jeunes lesbiennes et vivant alors en couple sont en route pour rejoindre le camp nudiste de Sugiton ; le vent et la mer agitée rendent dangereux l'utilisation de leur canoë gonflable, ce qui les amène à planter leur tente à Morgiou. Le soir de leur arrivée, un pêcheur du coin, Serge Petrilli, les aborde pour tenter de les séduire. Éconduit, il retente sa chance le lendemain sans plus de succès. Vexé, il monte alors une expédition punitive avec deux amis, Guy Roger et Albert Mouglalis. Dans la soirée du 21 août, les trois hommes font irruption dans la tente des campeuses, les frappent puis les violent pendant plusieurs heures. Les sévices sexuels infligés aux touristes durent jusqu'à cinq heures du matin. Araceli Castellano se retrouve enceinte à la suite du viol. L'IVG est alors interdite en Belgique ; elle avorte grâce à un médecin qui accepte de la pratiquer.
Les deux victimes portent plainte. Leurs agresseurs, rapidement appréhendés, nient le viol en affirmant que leurs victimes étaient consentantes. La juge d'instruction Ilda di Marino s'inscrit dans la mentalité et la jurisprudence de l'époque qui correctionnalise les procès pour viol : elle requalifie le crime de viol en coups et blessures « n'ayant pas entraîné une incapacité totale de travail supérieure à huit jours », délits relevant du tribunal correctionnel. Alors que plusieurs associations féministes manifestent contre cette correctionnalisation du viol, l'avocate Gisèle Halimi, assistée d'Agnès Fichot, obtient du tribunal correctionnel de Marseille qu'il se déclare incompétent en raison de la nature criminelle des faits, le 15 octobre 1975. Les prévenus font appel de cette décision devant la cour d'appel d'Aix-en-Provence, qui confirme néanmoins, le 3 février 1976, que les faits méritent une qualification criminelle et renvoie les violeurs devant les assises. C'est en raison de la notoriété médiatique de Gisèle Halimi, alors très connue en tant qu'avocate des droits des femmes, que les deux victimes se sont adressées à elle.

## Le procès
Le procès s'ouvre le 2 mai 1978 devant la cour d'assises des Bouches-du-Rhône, présidée par Marcel Fourgeaud, à Aix-en-Provence. Gilbert Collard est l'un des avocats de la défense. Les avocates des victimes sont Anne-Marie Krywin, Marie-Thérèse Cuvelier et Gisèle Halimi. Cette dernière ayant fait le choix de médiatiser l'affaire, elle s'emploie à faire du procès une tribune politique et refuse notamment le huis clos. Le procès est à l'époque particulièrement suivi par la presse : les deux victimes reçoivent le soutien de nombreuses personnalités ainsi que des mouvements féministes.
Au terme de débats houleux, lors desquels les plaignantes sont accusées d'avoir été « consentantes », voire provocantes, le verdict tombe  le 3 mai 1978, peu après 20 heures : Serge Petrilli, le meneur, est condamné à six années de prison, Guy Roger et Albert Mouglalis le sont à quatre années. Petrilli est le seul à être condamné pour viol, les deux autres prévenus étant reconnus coupables de tentative de viol. La circonstance aggravante de crime en réunion n'est pas retenue par le jury.
Dans la foulée de l'affaire, Gisèle Halimi, ainsi qu'Agnès Fichot qui avait été sa collaboratrice pendant le procès, défendent d'autres victimes de viols, sur l'ensemble du territoire. S'appuyant sur leurs travaux, la sénatrice Brigitte Gros dépose l'année du procès une proposition de loi sur le viol, texte qui est adopté définitivement par l'Assemblée nationale le 19 novembre 1980,.
Le 23 décembre 1980, à la suite du vote de cette loi n°80-1041 qui remplace la précédente législation datant du Premier Empire (Code pénal de 1810), le viol reçoit une définition juridique plus précise (« Tout acte de pénétration sexuelle de quelque nature qu'il soit, commis sur la personne d'autrui, par violence, contrainte ou surprise est un viol », article 332 du Code pénal). La nouvelle définition ne restreint plus le viol à un « coït illicite avec une femme que l'on sait ne pas y consentir » selon la formulation retenue par la jurisprudence, et à une violence physique. Elle l'élargit à la « la personne d'autrui » (les hommes peuvent être les victimes et les femmes les auteurs, le viol homosexuel est reconnu), à la fellation, la sodomie ou l'intromission d'objet(s) qui ne sont dès lors plus des crimes d'attentat à la pudeur. L'exigence de l'illicéité disparaît, ce qui implique que le viol conjugal devient juridiquement possible. Le viol devient en France un crime puni de quinze années de réclusion criminelle, durée étendue en cas de circonstances aggravantes.

### Filmographie
- Le Procès du viol, documentaire de Cédric Condon et Jean-Yves Le Naour, 52 minutes, 2014
- Le Viol, téléfilm d'Alain Tasma, diffusé en 2017
- Amandine Bourgoin, « Le Viol sur France 3 : le procès qui a fait changer la loi », Paris Match, 19 septembre 2017